# Pendre
Pendre (en anglès Pen-dre) és un poble situat a la comunitat de Llanbadarn Fawr, comtat de Ceredigion, a Gal·les. Es troba a 73.9 milles (118.9 km) de Cardiff, i a 178.1 milles (286.6 km) de Londres.
Pendre està representat a l'Assemblea Nacional de Gal·les per Elin Jones (Plaid Cymru), i pel Membre del Parlament Mark Williams (Liberal Demòcrates).